# وب‌تون امروز
وب‌تون امروز (کره‌ای: 오늘의 웹툰; لاتین‌نویسی اصلاح‌شده: Oneurui weptun) یک مجموعهٔ تلویزیونی کره جنوبی بر پایهٔ مانگای ژاپنی جوهان شوت‌تایی است و کیم سه-جونگ، نام یون-سو و چوی دانیل در آن بازی می‌کنند. این مجموعه از ۲۹ ژوئیه ۲۰۲۲، روزهای جمعه و شنبه ساعت ۲۲:۰۰ (کی‌اس‌تی) از اس‌بی‌اس پخش شد.

## خلاصهٔ داستان
وب‌تون امروز داستان اوه ما-اوم (کیم سه-جونگ) را بازگو می‌کند، یک ورزشکار سابق جودو که به خاطر آسیب ورزشی بازنشست شد و اکنون تلاش می‌کند تا خود را با شغل جدیدش که ویراستاری وب‌تون است، وفق دهد.

## بازیگران

### اصلی
- کیم سه-جونگ در نقش اون ما-اوم[۴]
- نام یون-سو در نقش گو جون-یونگ[۵]
- چوی دانیل در نقش سوک جی-هیونگ[۶]